# Kitty Anderson
Pour les articles homonymes, voir Kitty Anderson (activiste) et Anderson.
Kitty Anderson, née le 4 juillet 1903 et morte le 15 juillet 1979, est une pédagogue et directrice d'école britannique. Elle a dirigé la North London Collegiate School de 1944 à 1965.

## Biographie
Katherine Anderson naît à St Annes, une station balnéaire du district de Fylde, dans le Lancashire. Elle est l'aînée et unique fille d'une fratrie de trois enfants, son père, John Herbert Anderson, est expert-comptable et sa mère est Lizzie Dawson. Sa famille s'installe à Middlesbrough, et Kitty Anderson fait ses études secondaires à Saltburn-by-the-Sea. Elle fait des études d'histoire au Royal Holloway College, où elle obtient son diplôme de licence en 1925.
Elle suit une formation au London Day Training College (en), institut de formation des enseignants de l'université de Londres, où elle obtient son diplôme en 1926. La même année, elle enseigne dans une école secondaire de Hull. En 1930, elle reprend ses études au Holloway College, et soutient en 1933 une thèse de doctorat en histoire élisabéthaine, intitulée The treatment of vagrancy and the relief of the poor and destitute in the Tudor period, based upon the local records of London to 1552 and Hull to 1576.
Elle enseigne à la Burlington School, à Londres, puis devient directrice adjointe, avant de prendre un poste en tant que directrice de la King's Norton Grammar School de Birmingham, en 1939. Elle doit gérer l'évacuation d'une partie des élèves et des enseignants dans le Gloucestershire, durant la Seconde Guerre mondiale. En 1944, elle est nommée directrice de la North London Collegiate School où elle finit sa carrière professionnelle en 1965.
Sa santé décline et elle quitte Londres, pour s'installer en 1975 à Northallerton, dans le Yorkshire où elle meurt le 15 juillet 1979.

## Activités institutionnelles
Elle est membre du comité Robbins (en),, de 1961 à 1963, et du conseil d'administration du Royal Holloway College de 1947 à 1953, puis de 1962 à 1967. À sa retraite, elle devient présidente du Girls' Public Day School Trust qui regroupe alors 23 établissements publics.
Elle préside l'Association of Headmistresses de 1954 à 1956. En 1966, elle est nommée membre de la Public Schools Commission, présidée par John Newsom. Cette commission, qui publie son premier rapport Newsom (en) en 1963, a pour tâche de favoriser l'intégration des écoles publiques dans le système éducatif étatique, en veillant notamment à la mixité sociale dans les écoles. Si elle apprécie l'une des tâches du comité, qui est la visite des écoles, elle estime que le comité se concentre beaucoup sur les réformes sociales, en laissant en arrière-plan, selon elle, les conditions de vie dans les pensionnats et l'aide aux élèves en difficulté scolaire.

## Distinctions
- 1961 : Dame commandeur de l'ordre de l'Empire britannique (DBE)[1].
- 1967 : doctorat honoris causa de l'université de Hull (LLD)[1].
- 1966 : fellow du College of Preceptors[1]
- 1971 : doctorat honoris causa de l'université d'York (DUniv)[1].